# トーキョー・メニュー
『Tokyo Menu』 （トーキョー・メニュー）は、日本の歌手長山洋子のアイドル歌手活動時に発売された2枚目の洋楽カバー・アルバム。発売日は1988年3月9日。規格品番はCD：VDR-1488，CT：VCH-10424。

## 概要
1987年2月発売の『ヴィーナス』に続く1年ぶりの洋楽カバー・アルバム第2弾。
先行シングルの「反逆のヒーロー」が収録されたほか、カバー・ガールズ「Show Me」、スティング「Englishman in New York」、Bee Gees「You Win Again」のカバーなどを含む全9曲が収録（内2曲は過去アルバムからの再収録）されている。
M-1からM-5までと、M-7からM-9までは曲間が途切れることなく続くノン・ストップによる編集がなされている。
本アルバムでは各曲がつながったヴァージョンで収録されていたが、2009年に発売された初のボックス・セット『25th ANNIVERSARY YOKO NAGAYAMA IDOL COMPLETE BOX〜LEGEND of VENUS〜』には、本アルバムには収録されていないアウトロ部分まである独立ヴァージョン（M-2からM-4）、SEが入っていない独立ヴァージョン（M-7）が初収録された。
ジャケット写真では長山がCDとカセット・テープがサンドされたハンバーガーを食べようとしてる写真であるが、本作は写真にはないレコード盤のみ未発売となった（前作『ニューヨーコ・タイムス』、次作『F-1』はレコードも発売されている）

## 収録曲

### CD
1. 反逆のヒーロー　I Don't Want to be a Hero
作詞・作曲：Clark Datchler
日本語詞：篠原仁志 / 編曲：小林信吾
  - 12枚目のシングルA面曲。イギリスのバンド、ジョニー・ヘイツ・ジャズ(Johnny Hates Jazz)が1987年に発表したシングル「I Don't Want to be a Hero」の日本語詞カヴァー[4]。
  - 未表記であるが、フェードアウトするシングル・ヴァージョンとは違いアウトロまであるエンディング有ヴァージョンである（但し次曲「ショウ・ミー」とクロス・フェードし、1曲として独立していない）。独立したアウトロまであるヴァージョン「反逆のヒーロー(エンディング有バージョン)」はボックス・セット『25th ANNIVERSARY YOKO NAGAYAMA IDOL COMPLETE BOX〜LEGEND of VENUS〜』収録予定曲として告知されたが、未収録となった。
2. ショウ・ミー　Show Me
作詞・作曲：A.Tripoli, T.Moran, A.Cabrera, B.Khozouri
日本語詞：篠原仁志 / 編曲：鷺巣詩郎
  - ニューヨークを拠点に活躍した女性グループ、カバー・ガールズ(The Cover Girls)が1987年に発表した同名のデビュー・シングルの日本語詞カヴァー[5]。
3. トーイ・ボーイ　Toy Boy
作詞・作曲：Stock, Aitken, Waterman
日本語詞：谷穂ちろる / 編曲：鷺巣詩郎
  - アメリカ出身のイギリス人歌手、シニータ(Sinitta)が1987年にリリースした同名のシングル曲の日本語詞カヴァー[6]。
4. ふたりの世界　I Think We're Alone Now
作詞・作曲：Ritchie Cordell
日本語詞：谷穂ちろる / 編曲：鷺巣詩郎
  - アメリカ・カリフォルニア州バークレーで結成されたバンド、ルビヌース(The Rubinoos)が1976年にリリースしたシングル曲「I Think We're Alone Now」の日本語詞カヴァー[7]。後にティファニーも1987年にカバーしヒットさせている[8]。
5. ギヴ・ミー・アップ　Give Me Up
作詞・作曲：Mario Nigro, Pierre Nigro, M. de San Antonio
日本語詞：さかたかずこ / 編曲：鷺巣詩郎
  - イタリア出身の男性シンガーソングライター、マイケル・フォーチュナティ(Michael Fortunati)が1986年にリリースしたデビュー・シングル「Give Me Up」の日本語詞カヴァー。
  - アルバム『ヴィーナス』に収録された楽曲を同一ヴァージョンで再収録[9]。
6. ニュー・デイ・フォー・ユー　New Day For You
作詞・作曲：Basia Trzetrzelewska, Danny White, Peter Ross
日本語詞：森田由美 / 編曲：井上ヨシマサ
  - ポーランドの女性シンガー、バーシア(Basia)が、1987年にリリースしたアルバム『Time and Tide』収録曲で後にシングルカットされた「New Day For You」の日本語詞カヴァー[10]。
7. イングリッシュマン・イン・ニューヨーク　Englishman in New York
作詞・作曲：Sting
日本語詞：南海子 / 編曲：井上ヨシマサ
  - イングランド出身の男性シンガーソングライターで俳優のスティング(Sting)が、1987年にリリースしたアルバム『ナッシング・ライク・ザ・サン』(...Nothing Like the Sun) 収録曲で後にシングルカットされた「Englishman in New York」の日本語詞カヴァー[11]。
8. ドミノ　Domino
作詞・作曲：Robbie Nevil, Dick Eastman, Bobby Hart
日本語詞：さかたかずこ / 編曲：松本晃彦
  - アメリカの男性シンガーソングライター、ロビー・ネビル(Robbie Nevil)が1986年に発表したファースト・アルバム収録曲で後にシングルカットされた「Dominoes」の日本語詞カヴァー。
  - アルバム『オンディーヌ』に収録された楽曲を再収録[12]。基本的に同一ヴァージョンであるが再収録にあたり、イントロに前曲「イングリッシュマン・イン・ニューヨーク」と曲間をつなぐため、ヘリコプターのSEが被せられ、アウトロはフェードアウトする前のサビ途中で突如カットアウトし、次曲へつながる。
9. ユー・ウィン・アゲイン　You Win Again
作詞・作曲：Barry, Robin, & Maurice Gibb
日本語詞：篠原仁志 / 編曲：井上ヨシマサ
  - 1960年代前半よりオーストラリアやアメリカで活躍した男性ボーカルグループ、ビージーズ(Bee Gees)が1987年に発表したアルバム『E.S.P.』収録曲で、後にシングルカットされた「You Win Again」の日本語詞カヴァー[13]。

### カセットテープ

#### Side 1
1. 反逆のヒーロー　I Don't Want to be a Hero
2. ショウ・ミー　Show Me
3. トーイ・ボーイ　Toy Boy
4. ふたりの世界　I Think We're Alone Now
5. ギヴ・ミー・アップ　Give Me Up

#### Side 2
1. ニュー・デイ・フォー・ユー　New Day For You
2. イングリッシュマン・イン・ニューヨーク　Englishman in New York
3. ドミノ　Domino
4. ユー・ウィン・アゲイン　You Win Again